# Súhág
Súhág (arabsky سوهاج‎) je město v Egyptě. Leží na západním břehu Nilu. Od roku 1960 je hlavním městem guvernorátu Súhág; do té doby byla hlavním městem Girgá a guvernorát se jmenoval podle ní. K roku 2012 zde žilo 201 339 obyvatel na celkové ploše 68 km2.
Na jižním okraji města leží mešita Sídí Árif ze 14. století. Na západním a na severním předměstí se nachází dva kláštery koptské pravoslavné církve.